# Sura Tkemaladse
Sura Tkemaladse (georgisch ზურაბ ტყემალაძის; englisch Zura Tkemaladze; * 4. Juni 2000 in Tiflis) ist ein georgischer Tennisspieler.

## Karriere
Auf der Junior Tour kam Tkemaladse bis auf Platz 285.
Profiturniere spielte er ab 2018 und ausschließlich auf der drittklassigen ITF Future Tour. Während er im Einzel noch bei keinem Turnier weit genug für Weltranglistenpunkte vorstoßen konnte und deshalb ohne Ranking ist, schaffte er es Anfang 2020 im Doppel auf Platz 540. Zweimal konnte er im Doppel das Finale eines Futures erreichen.
2018 wurde Tkemaladse erstmals in die georgische Davis-Cup-Mannschaft berufen. In bislang zwei Begegnungen hat er eine Bilanz von 0:3. Mit dem Team nahm er auch 2020 am ATP Cup teil. Hier spielte er sein einziges Match an der Seite von Aleksandre Bakschi. Sie gewannen, als Außenseiter ins Match gestartet, gegen die deutlich über ihnen notierte japanische Paarung aus Toshihide Matsui und Ben McLachlan in zwei Sätzen. Georgien schied dennoch in der Vorrunde aus.